# Bertrand Ndongo
Pour les articles homonymes, voir Ndongo.
Bertrand Ndongo, né au Cameroun en 1990, est un conseiller politique et polémiste camerounais, membre du parti d'extrême droite espagnol Vox.
Il est connu pour sa perturbation des activités du Congrès des députés espagnol en tant que journaliste accrédité du média Estado de Alarma TV, ce qui conduit en 2025 à une initiative parlementaire visant à réformer le règlement de la chambre basse pour sanctionner les « agitateurs d'extrême droite ».

## Biographie

### Origines et études
Yves Bertrand Ndongo Meye, né au Cameroun en 1990, émigre en Espagne en 2010. Diplômé de l'université Complutense de Madrid, il s'oriente ensuite vers la politique et les médias.

### Carrière politique
Il s'engage pour le parti Vox pour lequel il travaille comme conseiller en communication de Rocío Monasterio, dirigeante du parti dans la communauté de Madrid. Bien qu'il ne travaille plus officiellement pour Vox, il maintient ensuite des liens avec la formation d'extrême droite. Il est surnommé « le noir de Vox »,.

### Carrière médiatique
il se fait connaître par ses prises de position polémiques sur les réseaux sociaux et par ses interventions télévisées.
En février 2020, le compte Twitter de Bertrand Ndongo est suspendu par la plateforme.
En mars 2025, Bertrand Ndongo fait l'objet d'une initiative parlementaire au Congrès des députés visant à réformer le règlement pour sanctionner les « agitateurs d'extrême droite » qui perturbent le fonctionnement de la chambre basse. Journaliste accrédité d'Estado de Alarma TV, il est accusé d'avoir accumulé plusieurs incidents perturbant les activités des personnalités politiques et journalistes dans les couloirs du Congrès. La réforme, soutenue par tous les partis à l'exception du Parti populaire et de Vox, prévoit des sanctions pouvant aller jusqu'à la révocation permanente de l'accréditation pour les comportements qui « nuisent gravement aux activités de la chambre ou au travail d'autres parlementaires ».
En mai 2025, lors d'une conférence de presse de la porte-parole de Sumar au Congrès des députés, Verónica Martínez Barbero, Ndongo l'interrompt bruyamment sans respecter son tour de parole, ce qui provoque la suspension de la conférence de presse. 34 journalistes parlementaires présents boycottent ensuite toutes les autres conférences de presse de la journée afin de demander une réforme du règlement parlementaire pour permettre de sanctionner ce type de comportements et pour mieux encadrer l'accréditation des journalistes,.
Le même mois, après avoir reproché aux abords du Congrès des députés au journaliste Antonio Maestre d'avoir eu un comportement violent envers Vito Quiles, la situation dégénère en une altercation physique qui nécessite l'intervention de la police pour les séparer. Maestre dénonce une agression de la part de Ndongo et annonce porter plainte, tandis que Ndongo nie les accusations et publie une vidéo de l'affrontement sur les réseaux sociaux, affirmant que c'est Maestre qui a tenté de le provoquer physiquement. L'incident fait suite à une série de confrontations entre les deux hommes,.

## Prises de position
En avril 2021, Bertrand Ndongo critique publiquement son propre parti, après qu'un commentaire officiel du parti sur Instagram ait menacé de déporter Serigne Mbayé, candidat de Podemos d'origine sénégalaise aux élections madrilènes. Ndongo affirme que de tels commentaires « donnent raison à ceux qui pensent que Vox est raciste » et demande une rectification ou des explications de la part de l'auteur du message, tout en maintenant sa conviction que Vox n'est pas fondamentalement un parti raciste.